# Râul Mânăstirea, Cerna
Râul Mânăstirea este un curs de apă, afluent al râului Cerna. 